# Bóta Enikő
Bóta Enikő, Valicsné (Sajószentpéter, 1968. május 19. – 2019. július 30.) válogatott magyar röplabdázó, edző.

## Pályafutása
A kazincbarcikai Kun Béla Általános Iskolában kezdett el röplabdázni, már ekkor komoly sportsikereket ért el. 1986-ban a budapesti Vörösmarty Mihály Gimnáziumban érettségizett. 1978 és 1982 között az MVSC, 1982 és 1990 között az Újpesti Dózsa, 1990 és 1995 között a Tungsram SC röplabdázója volt. A Tungsram megszűnése után a BSE-hez igazolt, de itt mérkőzésen nem szerepelt, mert 1995 nyarán az izraeli Hapoel Mate Asher játékosa lett. 1996-ban a BSE játékosa lett. 1996 novemberében az osztrák Kaufmann VC Wolfurthoz szerződött. 1997-ben az Egerhez igazolt. Itt 2000-ig szerepelt. 2001-ben a Vasashoz, 2002-ben a Jászberénybe szerződött, ahol 2003-ig játszott.
1988-ban az év röplabdázójának választották.
1984 és 1995 között 129 alkalommal szerepelt a válogatottban. 1985-ben Európa-bajnoki kilencedik lett.
2017 óta dolgozott a Pénzügyőr utánpótlás-csapatainál, illetve strandröplabda párosaival.

## Sikerei, díjai
- Az év röplabdázója (1988)
- Kupagyőztesek Európa Kupája (KEK)
  - bronzérmes: 1986
- Savaria kupa
  - győztes: 1986
  - 2.: 1987
  - 3.: 1985
- Magyar bajnokság
  - bajnok (6): 1985–86, 1986–87, 1989–90, 1991–92, 1992–93, 1997–98
  - 2. (3): 1983–84, 1984–85, 1987–88
  - 3. (2): 1982–83, 1990–91
- Magyar kupa
  - győztes (6): 1984, 1986, 1987, 1992, 1993, 1998
  - 2. (3): 1985, 1988, 1990
- Izraeli bajnokság
  - bajnok: 1996
- Strandröplabda: 
  - magyar bajnok (2): 1994, 1996
  - 2-szeres ezüstérmes
  - 3-szoros bronzérmes
  - 1-szeres egyéni bajnok (Queen)